# يوهان ويلهلم كراوزه
يوهان ويلهلم كراوزه (بالألمانية: Johann Wilhelm Krause)‏ (و. 1757 – 1828 م) هو مهندس معماري، وبروفيسور من ألمانيا، والإمبراطورية الروسية، توفي في تارتو، عن عمر يناهز 71 عاماً.